# Paliurus spina-christi
La marruca (Paliurus spina-christi Mill.) è un arbusto perenne molto ramificato, appartenente alla famiglia delle Rhamnaceae. Viene chiamata anche con i nomi volgari di cappellini e soldini.

## Descrizione
La marruca è un arbusto, appartenente alle latifoglie e caducifoglie, molto ramificato alto da 3 a 6 metri e con rami spinosi; ha ramoscelli flessibili con spine lunghe 5–8 mm, foglie ovali lunghe 2–4 cm con picciolo corto.
 
I fiori sono ermafroditi; la fioritura va da giugno a luglio con un'infiorescenza ad ombrello di piccoli fiori gialli.
 
La maturazione dei frutti avviene tra ottobre e dicembre; il frutto è una drupa legnosa a forma di dischetto flangiato di 2-3,5 cm di diametro. La marruca è un arbusto con una crescita molto lenta, è longevo ed esistono esemplari plurisecolari. L'arbusto è eliofilo. Talvolta rifiorisce in autunno. Le foglie sono lanceolate e di un colore verde brillante.

## Distribuzione e habitat
Pontico-mediterraneo, cresce in climi temperati e asciutti dal Marocco all'Iran, sopporta temperature basse fino a -10 gradi. La marruca è resistente all'aridità.
In Italia ha habitat in zone collinari, si trova dappertutto tranne nelle isole, anche se in Sicilia è presente. Una volta era più diffusa perché usata nelle siepi, che poi spesso sono state estirpate; in altre zone è stata sopraffatta da piante aliene o alloctone invasive.

## Usi
I frutti sono edibili (commestibili) con sapore di mela essiccata. I frutti tostati e macinati costituiscono un surrogato del caffè. L'infuso dei frutti dà una tisana diuretica per eliminare l'acido urico con proprietà ipoglicemizzanti. Dalle foglie si ottiene un preparato cosmetico contro la pelle grassa. Le foglie della pianta costituiscono il nutrimento delle larve della Bucculatrix albella.
Il discreto contenuto di acidi grassi Omega 3-6, ne fa un valido aiuto per aiutare a combattere l’eccesso di colesterolo nel sangue e sono coadiuvanti in tutti i processi flogistici in genere, ottimi anche contro le prostatiti.
Dai suoi fiori le api producono un ottimo miele, essendo una pianta mellifera e si può produrre quello uniflorale, ma è molto rara sul territorio italiano e la produzione è scarsissima.
La marruca era usata in passato, in alcune regioni italiane, per fare siepi impenetrabili e per recinzione dei campi a difesa dal bestiame al pascolo. In ragione delle spine e del fitto intreccio dei rami, la siepe di Marruca costituiva una barriera pressoché impenetrabile.

## Nomi regionali
Sono tanti i nomi volgari e comuni a livello locale della Marruca: marruca nera, piattini, soldini, cappellini, spino soldini, spino gatto, spina marruca, spino nero, spino crocefisso. A Bari è chiamata "pane de Criste".

## Curiosità
Il nome spina-christi ricorda come i suoi rami spinosi furono usati per fare la corona di spine posta sulla testa di Cristo prima della crocifissione.

L'uso della pianta è attestato fin dal V secolo a.C. : Greci e Romani chiamavano marrucini il popolo che coltivava la marruca, nome derivato dall'antica città di  Marouca dove era usata per costruire recinzioni per i campi in difesa dal bestiame al pascolo. Per Plinio è un albero della Cirenaica che si chiama paliurus dal nome di un'antica città della Marmarica. Infine il suo nome in ebraico è Shamir; con lo stesso nome si indica un mitico strumento usato per intagliare la pietra. In Romagna, o perlomeno a Santarcangelo di Romagna, i rami più vigorosi e dritti, con robusti rametti secondari, erano utilizzati per appendere, in locali riparati,  i grappoli d'uva e i pomodori a grappolo da conservare per l'autunno e i primi mesi invernali. Il suo nome in romagnolo è maruga.
La marruca ricorda nell'aspetto il giuggiolo,  appartenente alla stessa famiglia di piante.

## Galleria d'immagini

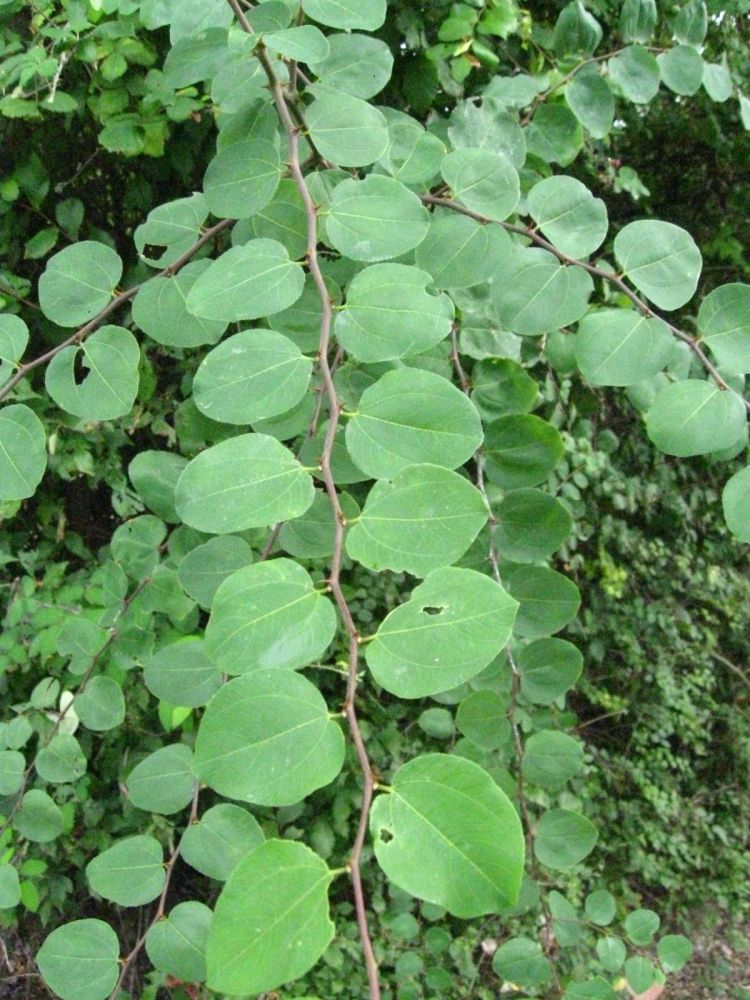
Foglie (particolare)
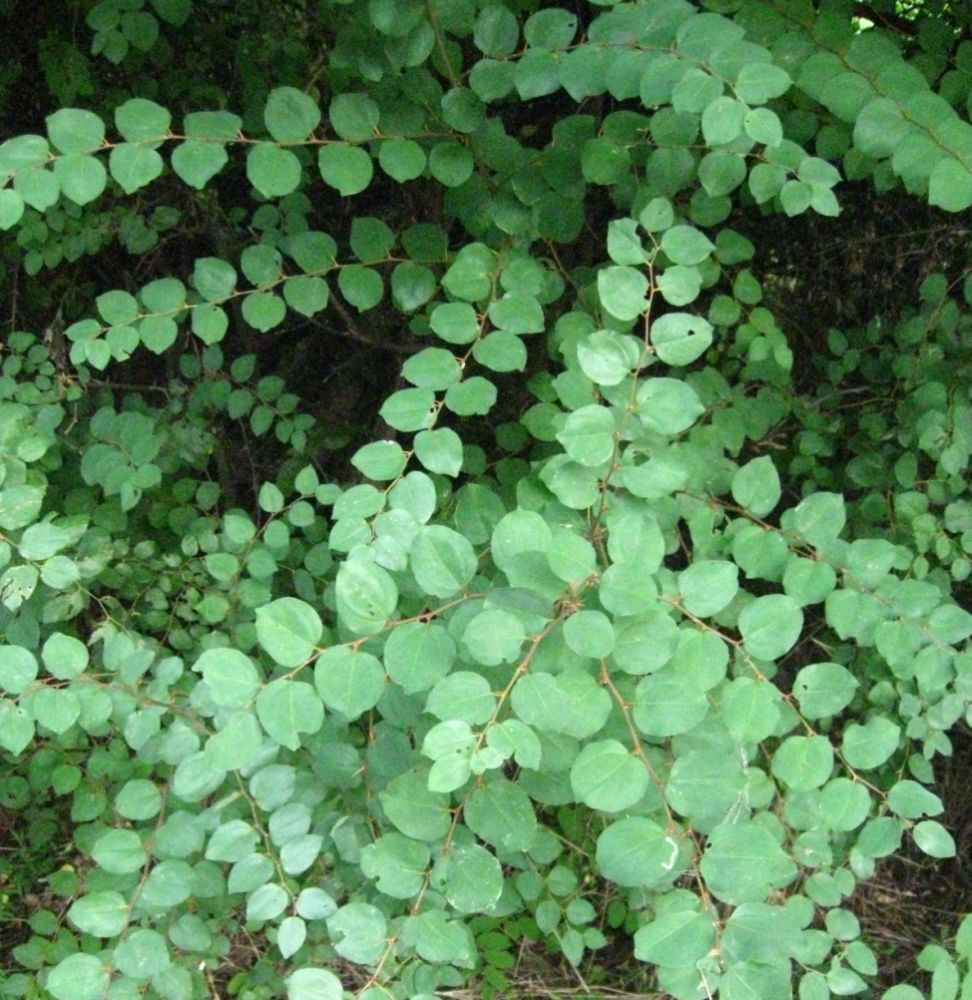
Foglie
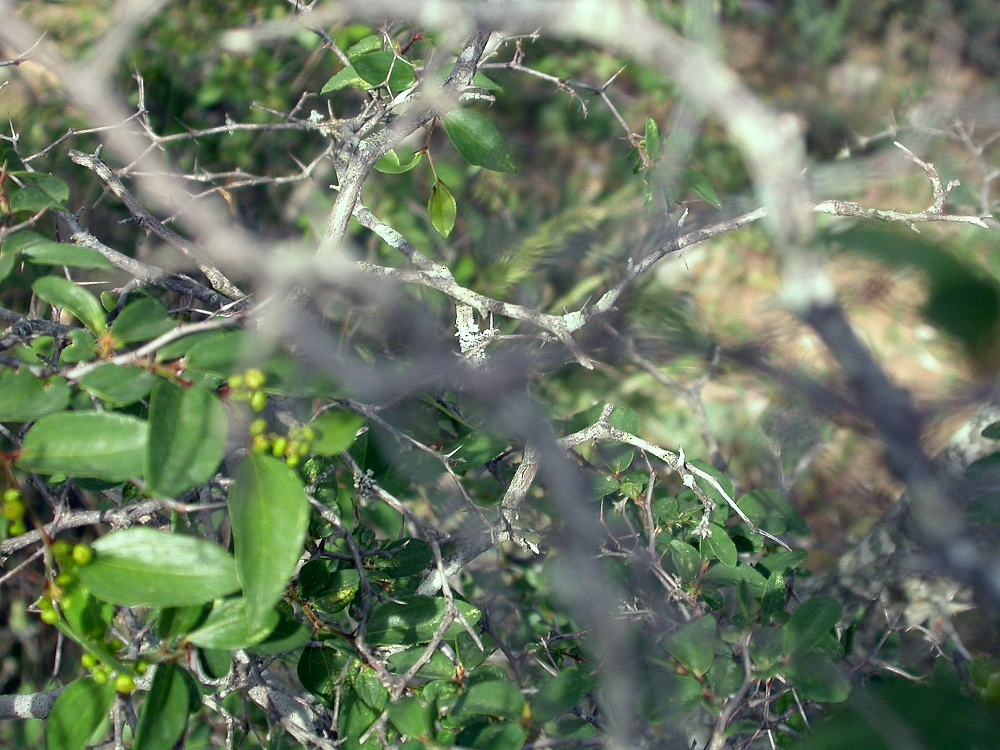
Rami spinosi
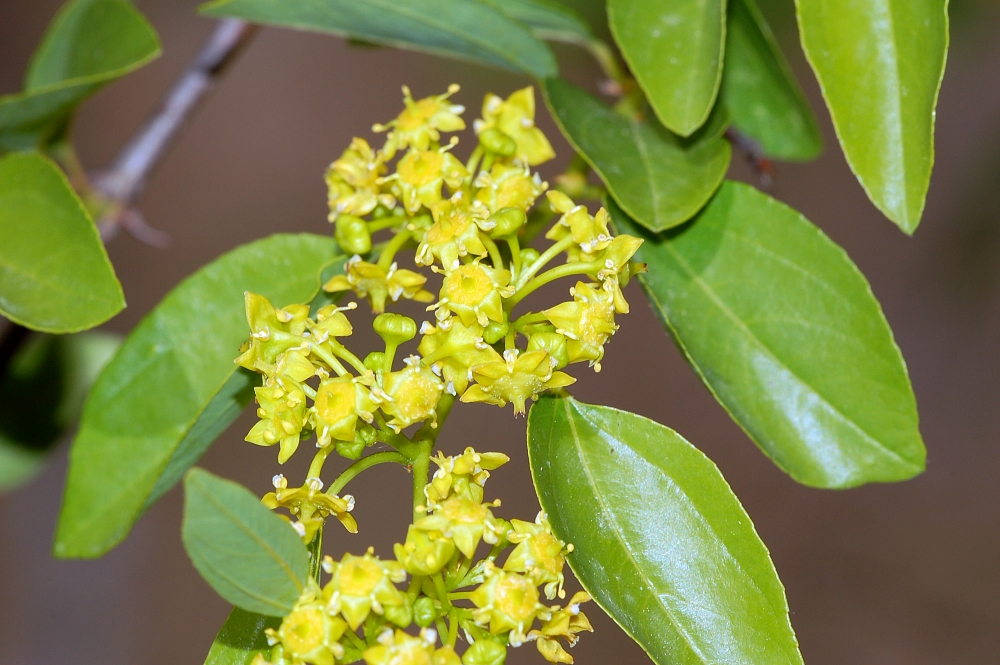
Infiorescenza
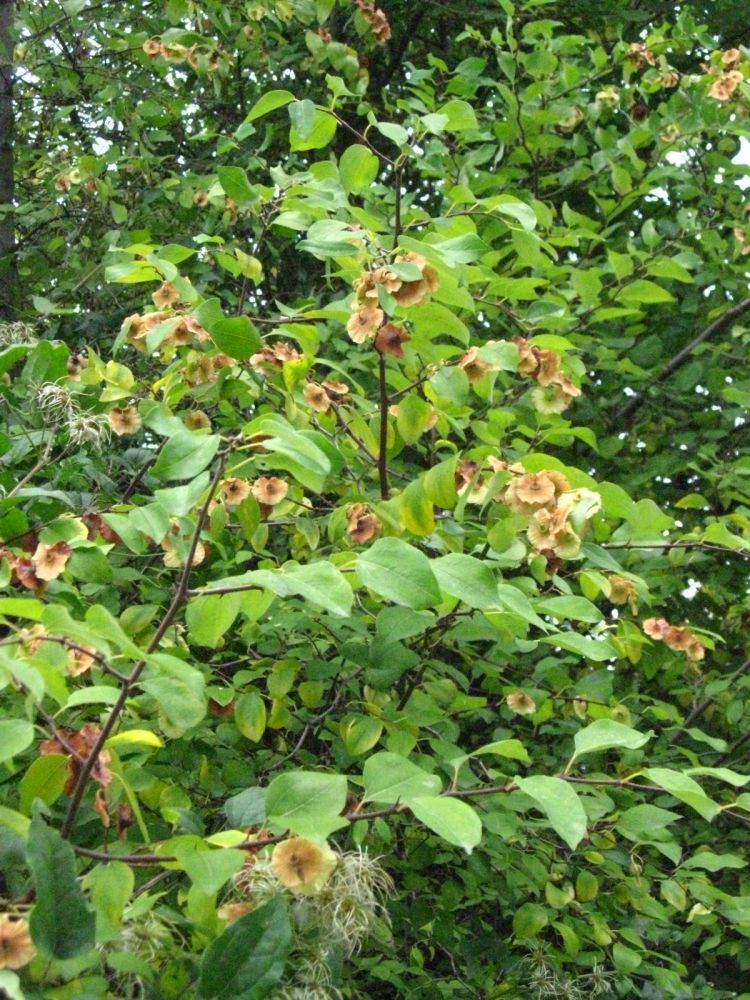
Pianta con frutti
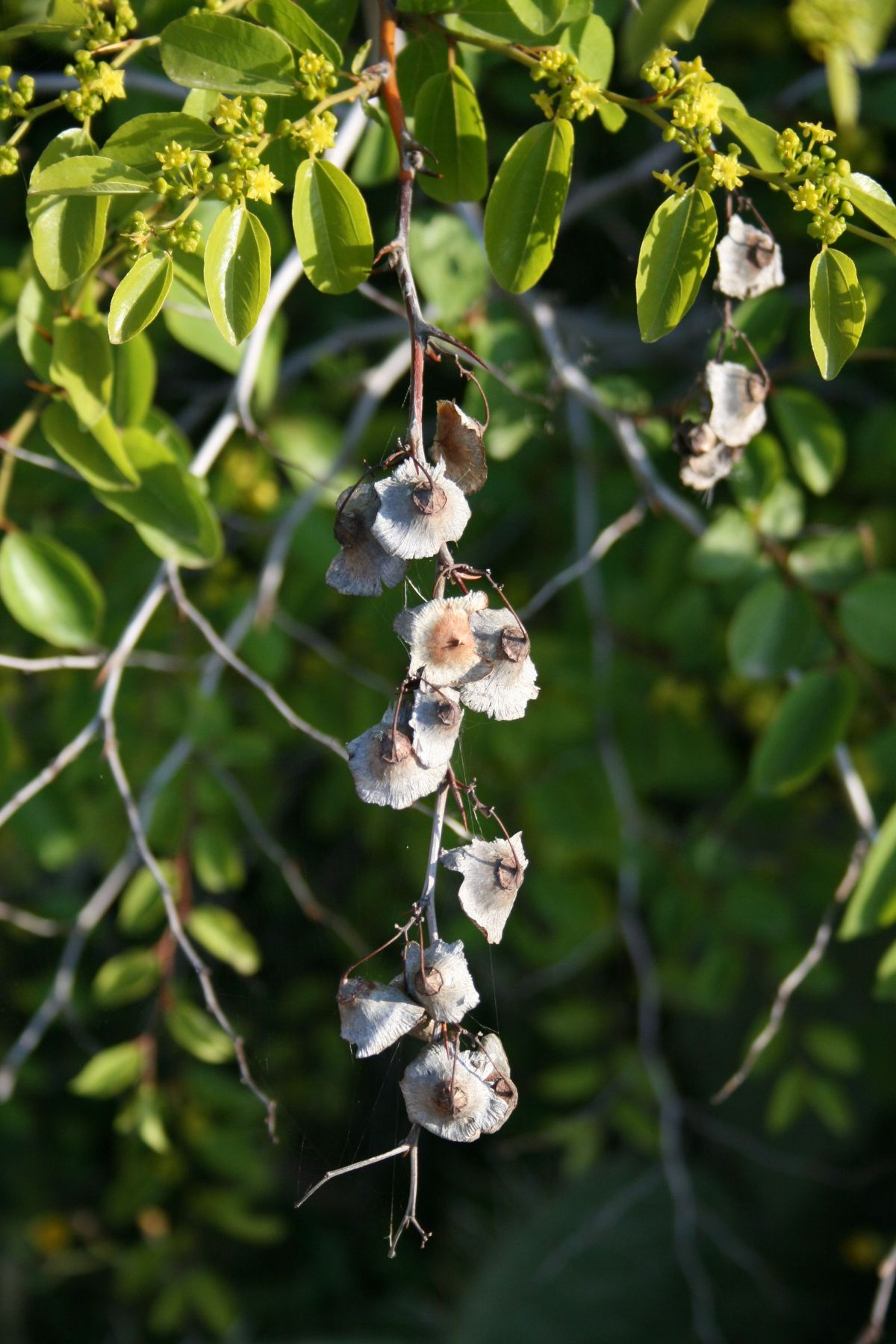
Frutti immaturi
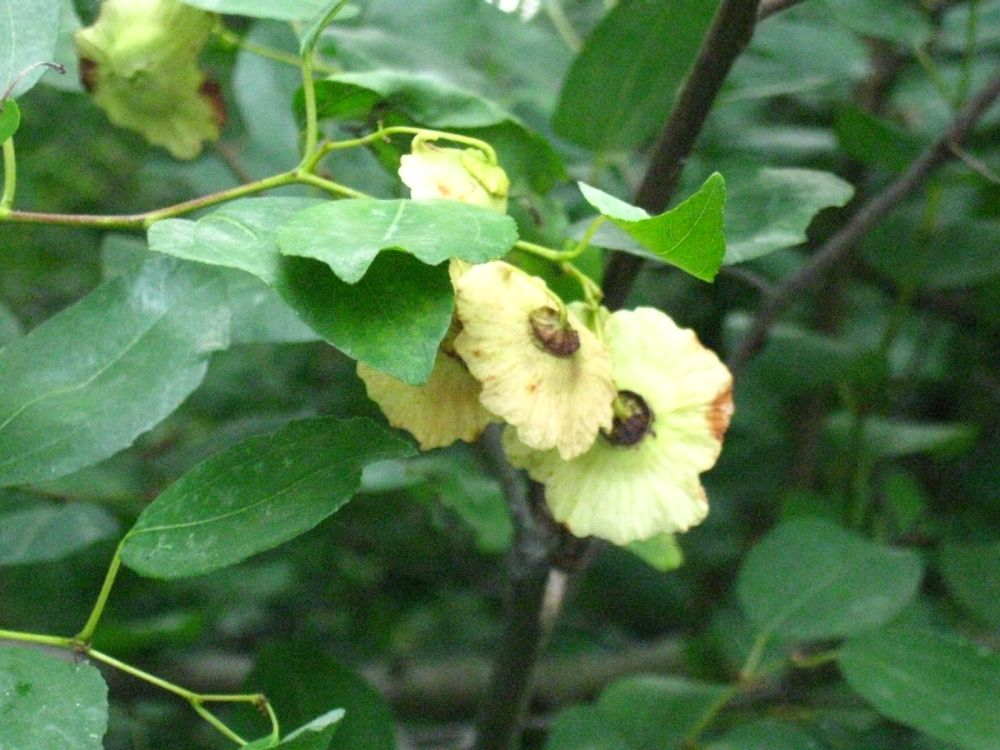
Frutti
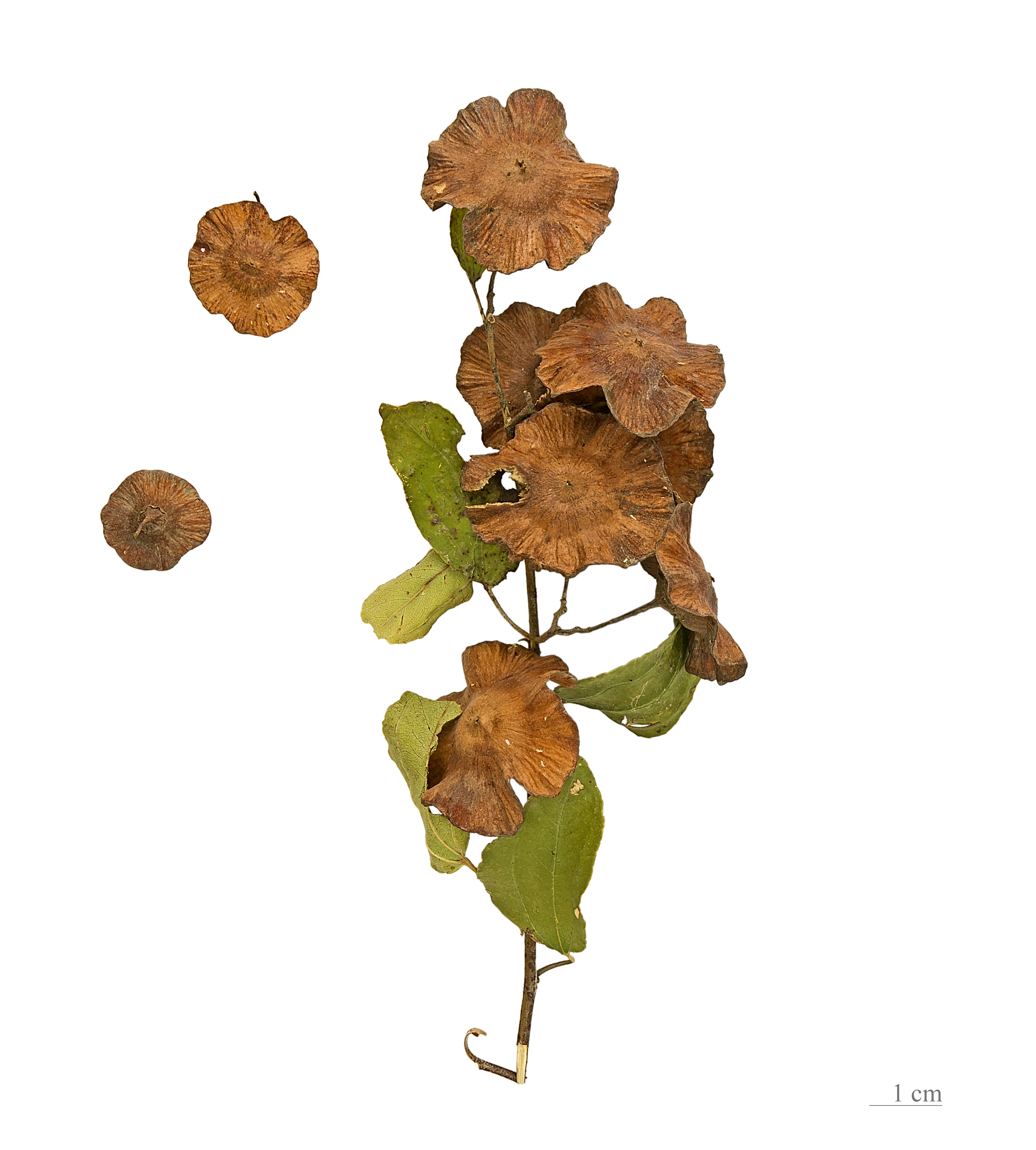
Frutti e semi